# Moon Ki-han
Đây là một tên người Triều Tiên, họ là Moon.
Moon Ki-han (tiếng Hàn: 문기한; sinh ngày 17 tháng 3 năm 1989) là một cầu thủ bóng đá Hàn Quốc hiện tại thi đấu ở vị trí tiền vệ cho Bucheon FC 1995.

## Thống kê sự nghiệp câu lạc bộ
Số liệu chính xác tính đến ngày 25 tháng 12 năm 2016
| Thành tích câu lạc bộ | Thành tích câu lạc bộ | Thành tích câu lạc bộ | Giải vô địch | Giải vô địch | Cúp     | Cúp       | Cúp Liên đoàn | Cúp Liên đoàn | Châu lục | Châu lục  | Tổng cộng | Tổng cộng |
| Mùa giải              | Câu lạc bộ            | Giải vô địch          | Số trận      | Bàn thắng    | Số trận | Bàn thắng | Số trận       | Bàn thắng     | Số trận  | Bàn thắng | Số trận   | Bàn thắng |
| Hàn Quốc              | Hàn Quốc              | Hàn Quốc              | Giải vô địch | Giải vô địch | Cúp KFA | Cúp KFA   | Cúp Liên đoàn | Cúp Liên đoàn | Châu Á   | Châu Á    | Tổng cộng | Tổng cộng |
| --------------------- | --------------------- | --------------------- | ------------ | ------------ | ------- | --------- | ------------- | ------------- | -------- | --------- | --------- | --------- |
| 2008                  | FC Seoul              | K League 1            | 1            | 0            | 0       | 0         | 2             | 0             | –        | –         | 3         | 0         |
| 2009                  | FC Seoul              | K League 1            | 0            | 0            | 0       | 0         | 0             | 0             | 0        | 0         | 0         | 0         |
| 2010                  | FC Seoul              | K League 1            | 0            | 0            | 0       | 0         | 0             | 0             | –        | –         | 0         | 0         |
| 2011                  | FC Seoul              | K League 1            | 12           | 0            | 2       | 0         | 1             | 0             | 7        | 0         | 22        | 0         |
| 2012                  | FC Seoul              | K League 1            | 1            | 0            | 0       | 0         | –             | –             | 0        | 0         | 1         | 0         |
| 2013                  | Ansan Police          | K League 2            | 28           | 2            | 0       | 0         | –             | –             | –        | –         | 28        | 2         |
| 2014                  | Ansan Police          | K League 2            | 21           | 1            | 0       | 0         | –             | –             | –        | –         | 21        | 1         |
| 2015                  | Daegu FC              | K League 2            | 37           | 1            | 0       | 0         | –             | –             | –        | –         | 37        | 1         |
| 2016                  | Bucheon FC 1995       | K League 2            | 37           | 4            | 1       | 0         | –             | –             | –        | –         | 38        | 4         |
| Tổng cộng             | Hàn Quốc              | Hàn Quốc              | 137          | 8            | 3       | 0         | 3             | 0             | 7        | 0         | 150       | 8         |
| Tổng cộng sự nghiệp   | Tổng cộng sự nghiệp   | Tổng cộng sự nghiệp   | 137          | 8            | 3       | 0         | 3             | 0             | 7        | 0         | 150       | 8         |